# Senedd
L'edificio del Senedd (pronuncia gallese [sɛnɛð]. lett. "parlamento") ospita la camera dei dibattiti e tre sale per le commissioni del Parlamento gallese a Cardiff. La costruzione del Senedd occupa una superficie di 5.308 metri quadrati ed è stata inaugurata con la presenza dalla regina Elisabetta II il 1º marzo 2006. Il costo totale dell'opera è stato di 69,6 milioni di sterline, che comprendevano 49,7 milioni di sterline per i costi di costruzione. L'edificio è stato progettato da Richard Rogers e realizzato dalla Arup.